# John Rutledge

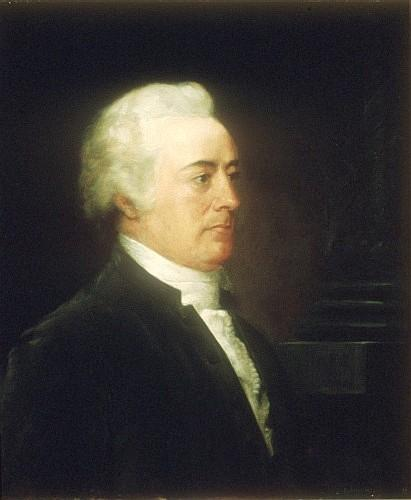
John Rutledge (Kopie eines Gemäldes von John Trumbull)

John Rutledge (* 17. September 1739 bei Charleston, Province of South Carolina; † 18. Juli 1800 ebenda) war ein US-amerikanischer Jurist und Politiker. Er war der erste Gouverneur von South Carolina und zweiter Oberster Bundesrichter der USA und gehörte der Föderalistischen Partei an.

## Frühe Jahre
John Rutledge stammte aus einer reichen Sklavenhalterfamilie und wuchs mit dem Sklaven Pompey als Spielkameraden auf. Er erhielt eine private Erziehung, anschließend studierte er in London Jura. Nach seiner Rückkehr in die britische Kolonie South Carolina ließ er sich in Charleston als Anwalt nieder. Schon in jungen Jahren war er politisch aktiv. Er wurde Abgeordneter im kolonialen Parlament von South Carolina.
Vor der Amerikanischen Revolution besaß er 60 Sklaven.

## Familie
Rutledge war mit Elizabeth Grimké, Tochter des Richters und Plantagenbesitzers John Faucheraud Grimké, verheiratet, das Paar hatte zehn Kinder. Seine Frau ließ ihre Sklaven frei, seine Nichten Sarah und Angelina Emily Grimké wurden frühe Abolutionistinnen. Sein Bruder Edward war von 1798 bis 1800 Gouverneur von South Carolina, sein Sohn John saß von 1797 bis 1803 für South Carolina im US-Repräsentantenhaus.

## Politischer Aufstieg und Präsident von South Carolina
Im Jahr 1765 war Rutledge Präsident einer Kommission, die eine Petition gegen das so genannte Stempelgesetz an das Oberhaus des britischen Parlaments verfasste. In der Folge wurde er Delegierter beim ersten und zweiten Kontinentalen Kongress der 13 Kolonien, die  Unabhängigkeit von Großbritannien anstrebten. Noch vor der offiziellen Unabhängigkeitserklärung der Vereinigten Staaten am 4. Juli 1776 begann Rutledge in South Carolina mit dem Aufbau eines neuen Regierungssystems. Er war auch an der ersten Verfassung dieses Staates beteiligt. Er trat dafür ein, die Sklaverei gesetzlich zu verankern. Die Verfassung wurde am 26. März 1776 verabschiedet. Das neugewählte Repräsentantenhaus von South Carolina bestimmte Rutledge zum ersten Präsidenten des Staates, Henry Laurens wurde sein Vizepräsident. Der Titel eines Gouverneurs wurde erst 1779 eingeführt. Rutledge war bis zum März 1778 als Präsident. Wegen eines Streits über eine Verfassungsänderung trat er am 7. März zurück. Neuer und letzter Präsident von South Carolina wurde Rawlins Lowndes. Danach wurde der Titel des Präsidenten abgeschafft, weil dieses Amt dem Oberhaupt der Vereinigten Staaten vorbehalten sein sollte.

## Gouverneur von South Carolina
South Carolina wurde von den Wirren des Unabhängigkeitskrieges heimgesucht. Die Briten drangen nach South Carolina vor und besetzten weite Teile des Landes. Rutledge wurde zum ersten offiziellen Gouverneur gewählt. Er trat sein Amt am 9. Januar 1779 an und behielt es bis zum 31. Januar 1782. Rutledge und seine Regierung flohen zeitweise vor den Briten nach North Carolina. Seine Besitzungen wurden zum Teil von den Briten zerstört. Dabei erlitt er wirtschaftliche Einbußen, von denen er sich nie mehr richtig erholte, er verlor unter anderem einen Teil seiner Sklaven und besaß nun nur noch 28. Im Jahr 1781 gelang der Kontinentalarmee die teilweise Rückeroberung von South Carolina und Rutledge begann, eine neue Verwaltung aufzubauen. Im Januar 1782 trat er als Gouverneur zurück und wurde Abgeordneter im Parlament seines Staates.

## Juristische Laufbahn
John Rutledge war auch Delegierter auf dem Kontinentalkongress der Jahre 1782 bis 1783. Dort vertrat er vor allem die Interessen der Südstaaten. Nach der Verabschiedung der Verfassung wurde er von US-Präsident George Washington als Richter an den Obersten Gerichtshof (Supreme Court) berufen. Dort diente er von 1789 bis 1791. Er trat 1791 von diesem Amt zurück, um Oberster Richter (Chief Justice) in South Carolina zu werden. Dieses Amt übte er bis 1795 aus.
In diesem Jahr berief ihn Präsident Washington außerhalb der Sitzungsperiode des Kongresses per Recess Appointment als Nachfolger von John Jay zum Obersten Bundesrichter. Da die Ernennung auf der Basis der Abwesenheit des Kongresses vorläufig wirksam wurde, musste die Zustimmung des Senats in der folgenden Sitzungsperiode nachgeholt werden. Nach vier Monaten Amtszeit ging die Abstimmung im Senat am 26. Dezember 1795 jedoch mit 10 zu 14 Stimmen gegen ihn aus; es ist bis heute das einzige Mal, dass eine Recess Appointment für den Supreme Court nicht bestätigt wurde bzw. ein amtierender Richter vom Senat aus dem Amt gebracht wurde. Immerhin wird er (mit der mit Abstand kürzesten Amtszeit) als zweiter Oberster Richter der USA in der Geschichte des Supreme Court geführt. Seine temporäre Ernennung hätte noch bis zum Ende dieser Sitzungsperiode im Juni des folgenden Jahres weiter Wirkung gehabt, doch Rutledge vollzog bereits am 28. Dezember seinen Rücktritt. Der Grund für den Vertrauensverlust im Senat war Rutledges ablehnende Haltung gegenüber dem mit England geschlossenen Jay-Vertrag, in dem die Übergabebedingungen englischer Militäranlagen im Bereich der Großen Seen festgelegt wurden, die er kurz nach seiner Ernennung in einer radikalen Rede kundgetan hatte. Der Vertrag wurde allgemein kontrovers diskutiert, vor allem von Föderalisten aber unterstützt und im Senat mit mehr als zwei Dritteln angenommen. Außerdem wurden von der föderalistischen Presse Zweifel an Rutledges geistiger Gesundheit gestreut, da er sich vom Tod seiner Frau im Jahr 1792 nicht richtig erholt hätte. Ein Selbstmordversuch am Tag seiner Ablehnung, dem 26. Dezember, gab diesen Zweifeln weitere Nahrung.
John Rutledge starb am 18. Juli 1800 und wurde in Charleston beigesetzt.